# Hrepka Ádám
Hrepka Ádám (Szeged, 1987. április 15. –) háromszoros magyar válogatott labdarúgó, csatár, 2020-tól a BVSC-Zugló játékosa.

## Pályafutása

### Klubcsapatokban
Pályafutását 1996-ban, 9 évesen a szegedi Tisza Volánban kezdte. Az ifjú csatártehetségre hamar felfigyelt az Újpest és 2001-ben már a patinás klub ifjúsági csapatában futballozott. A magyar labdarúgó-bajnokságban már az MTK színeiben mutatkozhatott be 2004-ben. Első élvonalbeli szezonja sikeres volt, 9 mérkőzésen 2 gólt szerzett, csapatával pedig bronzérmes lett. A következő két idény összesen 52 élvonalbeli mérkőzést és 13 bajnoki gólt eredményezett.
2007 augusztusában egyéves kölcsönadási szerződés keretében a holland NEC Nijmegen csapatához igazolt, azonban a mindössze 7 holland bajnoki mérkőzésen pályára lépő ifjú idegenlégiós már decemberben visszatért az MTK-ba. 2010-ben a Vasas-ban szerepelt kölcsönjátékosként, azonban a ZTE elleni 0-6-ra végződött magyarkupa-mérkőzés után felbontották a szerződését. Az idény hátralevő részét az MTK-ban játszotta végig, azonban a csapat 1 15. helyen végzett, és kiesett a másodosztályba.
2011 júniusában a Paksi FC-hez került kölcsönjátékosként, és a 6. helyen zártak. 2012. szeptember 13-án négyéves szerződést kötött az izraeli bajnokságban szereplő Bné Jehúdá csapatával. 2014. január 4-én a Bné Jehúdá hivatalos honlapján jelentette be a távozását. 2014 februárjában fél évre aláírt a Szombathelyi Haladáshoz. Fél évet töltött a vas megyei csapatnál, majd visszatért nevelőklubjához, az MTK-hoz.
Négy szezont töltött el a kék-fehér csapatnál, majd 2018 nyarán a másodosztályban szereplő Vasashoz igazolt. A magyar élvonalban 225 bajnoki mérkőzésen 48 gólt szerzett. Tizenkilenc bajnoki mérkőzésen egyszer talált az ellenfelek kapujába a klub színeiben, majd 2019 nyarán távozott az angyalföldi csapattól.
2019 szeptemberében a harmadosztályú Monor játékosa lett, ahol nyolc bajnokin háromszor volt eredményes. 2020 januárjában a budapesti első osztályban éllovas BVSC-Zugló csapatához írt alá.

### A válogatottban
U19-es, U20-as, majd U21-es válogatottságai után 2006. november 15-én, Várhidi Péter megfiatalított csapatában kezdőként mutatkozott be Kanada ellen. A 2007-es ciprusi négyes tornán bronzérmes magyar válogatottban mindkét alkalommal pályára lépett, gólt nem szerzett.

## Statisztika

### Szezonjai
| Szezon  | Csapat             | M./G. | Bajnokság                   |
| ------- | ------------------ | ----- | --------------------------- |
| 2004–05 | MTK                | 9/2   | Magyar labdarúgó-bajnokság  |
| 2005–06 | MTK                | 25/12 | Magyar labdarúgó-bajnokság  |
| 2006–07 | MTK                | 27/11 | Magyar labdarúgó-bajnokság  |
| 2007–08 | MTK                | 17/2  | Magyar labdarúgó-bajnokság  |
| 2007–08 | NEC Nijmegen       | 7/0   | Eredivisie                  |
| 2008–09 | MTK                | 27/5  | Magyar labdarúgó-bajnokság  |
| 2009–10 | Budapest Honvéd FC | 13/5  | Magyar labdarúgó-bajnokság  |
| 2009–10 | Vasas SC           | 12/4  | Magyar labdarúgó-bajnokság  |
| 2010–11 | Vasas SC           | 7/0   | Magyar labdarúgó-bajnokság  |
| 2010–11 | MTK                | 7/0   | Magyar labdarúgó-bajnokság  |
| 2011–12 | Paksi FC           | 23/7  | Magyar labdarúgó-bajnokság  |
| 2012–13 | MTK                | 2/0   | Magyar labdarúgó-bajnokság  |
| 2012–13 | Bné Jehúdá         | 29/8  | Izraeli labdarúgó-bajnokság |
| 2013–14 | Bné Jehúdá         | 14/1  | Izraeli labdarúgó-bajnokság |

### Mérkőzései a válogatottban
| Magyarország | Magyarország       | Magyarország                   | Magyarország | Magyarország | Magyarország | Magyarország | Magyarország | Magyarország |
| #            | Dátum              | Helyszín                       | Hazai        | Eredmény     | Vendég       | Kiírás       | Gólok        | Esemény      |
| ------------ | ------------------ | ------------------------------ | ------------ | ------------ | ------------ | ------------ | ------------ | ------------ |
| 1.           | 2006. november 15. | Székesfehérvár, Sóstói Stadion | Magyarország | 1 – 0        | Kanada       | barátságos   | -            | 70'          |
| 2.           | 2007. február 6.   | Limassol                       | Ciprus       | 2 – 1        | Magyarország | barátságos   | -            | 58'          |
| 3.           | 2007. február 7.   | Limassol (CYP)                 | Lettország   | 0 – 2        | Magyarország | barátságos   | -            | 90+4'        |
|              | Összesen           |                                |              | 3            | mérkőzés     |              | 0            | gól          |

## Külső hivatkozások
- Hrepka Ádám (magyar nyelven). mlsz.hu
- Hrepka Ádám (magyar nyelven). magyarfutball.hu
- Hrepka Ádám (magyar nyelven). hlsz.hu. [2011. július 21-i dátummal az eredetiből archiválva]. (Hozzáférés: 2009. október 18.)
- Hrepka Ádám (angol nyelven). footballdatabase.eu
- Hrepka Ádám. national-football-teams.com[halott link]
- Hrepka Ádám (angol nyelven). worldfootball.net